# Caymari
Caymari ist ein Stadtteil (Reparto) der ostkubanischen Stadt Manzanillo in der Provinz Granma. Verwaltungstechnisch ist Caymari seit 1988 ein Consejo popular (Volksrat), eine Verwaltungseinheit.

## Geschichte
Im ersten Jahrzehnt des 20. Jahrhunderts wurde auf dem Gelände der Farm „Punta de Pie“,  die  José Caymari gehörte, an der Nordostgrenze zur Stadt  Manzanillo die Siedlung  errichtet. Im Jahr 1912 bestätigte der Stadtrat von Manzanillo, dass der Bau der Siedlung Caymari (Nuevo Reparto Caymari) auf einer Fläche von 1,08 km²  begonnen hatte. Die Straßen in Caymari sind alle quadratisch angelegt und ca. 120 × 120 Meter. Im Norden grenzt der Ort direkt an die Hauptverkehrsstraße 4 (Schnellstraße) an. Caymari hat 64 solcher quadratischen Siedlungsblöcke. 
Im größten Quadrat, an der 2da Avenida mit rund 230 × 230 Meter, befindet sich das Zentrum mit Krankenhaus, Kunsthochschule und Sozialeinrichtungen. 20° 20′ 34″ N, 77° 6′ 25″ W Östlich von Caymari befindet sich die Industriezone. 
Der Bau des Caymari-Krankenhauses begann im Jahr 1908, es wurde 1912 fertiggestellt und am  10. Oktober 1912 eingeweiht. Es wurde auf Grund des Testamentes von José Caymari Vila gebaut, der keine direkten Erben hatte und sein Vermögen somit der Allgemeinheit zugutekommen ließ. José Caymari verstarb am 4. Juli 1896 in Manzanillo und spendete sein gesamtes Vermögen einer Wohltätigkeitsorganisation.
Nach dem Ende der Kubanischen Revolution 1959 gab es viele Arbeitslose und man fing an, in Caymari  Arbeitsplätze zu schaffen. Zahlreiche kleine Betriebe entstanden und in der Siedlung wurden die Straßen  ausgebaut und Schulen errichtet. Das Caymari-Krankenhaus wurde im Jahr 1962 um eine Kinderklinik erweitert. Das Krankenhaus trägt heute den Namen „Hospital Pediátrico ‚Hermanos Cordové‘“.
Im März 2002 eröffnete Fidel Castro die Kunsthochschule „Carlos Enríquez“ in Caymari. Am 23. Juli 2005 wurde die Sozialeinrichtung Joven Club de Computación eingeweiht, wo Kurse für Kinder, Jugendliche, Erwachsene, Senioren und Behinderte kostenlos abgehalten werden, ähnlich der deutschen Volkshochschule. 2012 hatte Caymari bereits 8.048 Einwohner (Zensus 2012).